# Громада українців Литви
Громада українців Литви (ГУЛ) — безпартійна неприбуткова культурно-просвітницька конфедеративна організація, яка представляє українську спільноту Литви, є членом Світового конґресу українців та Європейського Конгресу українців. Діяльність спрямовано на збереження культурно-історичної ідентичності. Активно співпрацює з Посольством України в Республіці Литва.

## Історія
У жовтні 1933 року у Каунасі було зареєстровано Українську національну громаду Литви. Вона, однак, проіснувала лише чотири роки. На початку 1934 року в Каунасі було засновано Культурно-освітнє товариство українців у Литві. 
Створення нової організації українських діаспорян було розпочато в часи перебудови та занепаду Радянського Союзу — у жовтні 1988 року. Українське культурне товариство, яке невдовзі перейменує себе у Громаду українців Литви, було офіційно зареєстроване 8 грудня 1988 року при Литовському Фонді культури. Ініціатором виступив Василь Капкан, який і очолив Вільнюський осередок Громади українців Литви. 
Услід за Вільнюським, осередки Громади виникли у місцях компактного проживання українців: Каунас (голова — Віктор Кузьменко), Йонава (голова — Євген Волицький), Мажейкяй (голова — Ірина Ільницька), Снєчкус (тепер Висаґінас) (голова — Анатолій Огієнко), Клайпеда (голова — Леонід Трегуб).
Зафіксувала організаційну структуру Громади її Установча конференція, що відбулася 28-29 жовтня 1989 року. Згідно Статуту, Громада українців Литви проголошувалась конфедерацією згаданих осередків. Для узгодження їхньої діяльності було створено Координаційну раду, до складу якої увійшли по двоє представників від кожного осередку. Головою Координаційної ради було обрано секретаря Вільнюського осередку Людмилу Жильцову. Посади Голови Громади українців Литви її організаційна структура не передбачала.
У Програмі Громади говорилося: "Головна ціль ГУЛ'у — збереження і розвиток національної культури українців Литви, збагачення її, передача культурної спадщини дітям."
Через тиждень після Установчої конференції відбулися збори Вільнюського осередку, на яких його головою був обраний Іван Юзич.
Найпотужнішим з осередків був Вільнюський. Починаючи з 1989 року, у ньому діяли: недільна школа для дітей (започаткована Олександром Авраменком, пізніше очолювана Людмилою Кочержук, Тетяною Лісовською), інформаційний вісник «Пролісок» (редактор — Юрій Паньків), радіопередача "Калинові грона" (редактор і ведуча — Валентина Кукяненє, співведучий — Юрій Паньків), хор дорослих (керівники — Степан Лущевич, Тетяна Моргун), дитячий танцювальний ансамбль “Веселка” (керівник — Тетяна Моргун), ряд інших підрозділів. У 1991 почала виходити телепередача Громади українців Литви (редактор — Людмила Зайцевська, ведучі — Ярослава Полюхович, Валентин Кулинич). У 1992 році була створена Асоціація україністів Литви, яку очолила Надія Непорожня).
Особлива роль Вільнюса у 1989-1991 роках полягала в тому, що тут друкувалася переважна частина української неформальної преси, а також книги, брошури та інші матеріали. Найбільше сприяли кур'єрам з України Василь Капкан і Людмила Жильцова.
У царині релігійній докладались зусилля до створення греко-католицької спільноти. Основну працю тут виконав Олександр Авраменко, а також колишній репресований — отець Володимир Прокопів. В результаті, 4 липня 1991 року міською владою Вільнюса Греко-католикам була передана церква Пресвятої Трійці, історія якої пов'язана з іменами Костянтина Острозького, Йосафата Кунцевича, Йосифа Рутського, а також дзвіниця і прилеглий монастир.
У Каунасі виготовлялася гарнітура для новопосталих Збройних сил України (організовував процес Вадим Прохоренко). Невеликий Мажейкяйський осередок вирізнявся сімейним ансамблем “Світлиця” (керівник — Ірина Ільницька), який виступав у багатьох країнах Європи.
19 жовтня 1991 року відбулася Друга конференція Громади.
Восени 1991 року при Громаді було зареєстроване закрите акціонерне товариство "Бурштин" (голова — Юрій Харченко). Товариство надавало фінансову підтримку Громаді. 
Втім, зі зміною політичної обстановки (Україна і Литва стали окремими державами) і через виїзд з Литви багатьох активістів (серед яких Людмила Кочержук, Віктор Міняйло, Андрій Рой, Олександр Авраменко, Іван Юзич, Людмила Жильцова) діяльність Громади пішла на спад. Віктор Чернишук, який урешті зайняв чільний пост, опинився “генералом без війська”. У столиці Литви наприкінці 90-х років українське життя пожвавилась у формі новоствореної Громади українців Вільнюса (завдяки зусиллям Ігоря Іванця, Наталії Шервітенє — Голова від 1998 року дотепер).
Поштовхом для відновлення роботи також стали події Євромайдану, Революції гідності та російської агресії в Україні у 2014 році.
В листопаді 2020 року, була створена громадська організіція  Громада Українців Каунаса / Kauno Ukrainiečių Bendruomenė https://rekvizitai.vz.lt/m/imone/kauno_miesto_ukrainieciu_bendruomene/?rating=ok

## Структура
Має конфедеративну форму, за якою діяльність осередків повністю автономна, рівноправна й лише координується Радою представників, яку очолює Голова. Останній обирається на конференції. 

## Члени
- Громада українців м. Вільнюс
- Товариство українців м. Висаґінас
- Громада українців м. Йонава
- Асоціація українців м. Клайпеда
- Український культурно-просвітницький центр
- Асоціація литовських та українських істориків
- Громада українців Каунаса

## Діяльність
З 1988 року відбувалося тісне співробітництво з Українською Гельсінською Спілкою, Товариством української мови ім. Т. Шевченка, Народним Рухом України, «Просвітою», організацією «Державна Самостійність України», Товариством Лева та іншими організаціями, що діяли в Україні. 
У Вільнюсі в квітні 1989 року зусиллями Громади постала перша в СРСР українська недільна школа поза УРСР. В подальшому було відкрито ще 4 недільні школи: у Клайпеді, Йонаві, Висаґінасі тa ще одна у Вільнюсі.
З ініціативи організації відбувалися трансляції українською мовою радіо- і телепередач, а також виходила сторінка «Українська світлиця» в газеті «Эхо Литвы», випускались інформаційні бюлетені «Пролісок» (Вільнюс), «Слово тa голос» (Клайпеда).
З 1989 року Громада щороку відзначає пам'ять Тараса Шевченка, який у юному віці майже два роки прожив у Вільнюсі. Члени Громади сприяли відкриттю пам'ятника українському поетові у 2001 році.
Представники Громади брали участь у ряді акцій, організовуваних литовським громадсько-політичним рухом "Саюдіс", зокрема 23 серпня 1989 року стояли у ланцюгу "Балтійський шлях". У січні 1991 року, під час застосування московською владою військової сили щодо бунтівної Литви, політично активні члени Громади багато діб чергували біля будівлі Парламенту та інших загрожених об'єктів.
Щороку Громада відзначає День Незалежності, День пам'яті жертв Голодомору, разом з посольством України в Литві представляє литовській спільноті різні виставки й інші події.
2004 року за підтримки Громади українців Литви у Вільнюсі та Айренай відбувся Міжнародний фестиваль українського мистецтва «Балтійська трембіта».
З початком Євромайдану 2013 року, що переріс у Революцію Гідності 2014 року, діяльність Громади ще більше пожвавилася, поліпшилася координація з іншими організаціями українців в Литві. З початком російської агресії в Криму та на Донбасі, Громадою українців Литви влаштовуються мітинги та пікети на підтримку України, надсилаються звернення до депутатів Сейму Литви, збирається волонтерська допомога воякам АТО.